# Islas Pescadores
Las islas Pescadores o Penghu en su nombre chino (chino tradicional: 澎湖群島, chino simplificado: 澎湖群岛, pinyin: Pénghú Qúndǎo) son un archipiélago ubicado en el estrecho de Taiwán, pertenece a la República de China (Taiwán). Tienen una población estimada, a fines de 2020, de 105 952 habitantes.
El archipiélago conforma el condado de Penghu de la República de China (Taiwán). Está ubicado a 50 kilómetros de la isla principal de Taiwán.
Consta de 90 islas, con una costa combinada de más de 320 kilómetros.
El turismo es la industria más importante del archipiélago en la actualidad. En 2011, Lonely Planet seleccionó las islas Penghu entre las 10 mejores islas secretas del mundo.

## Historia

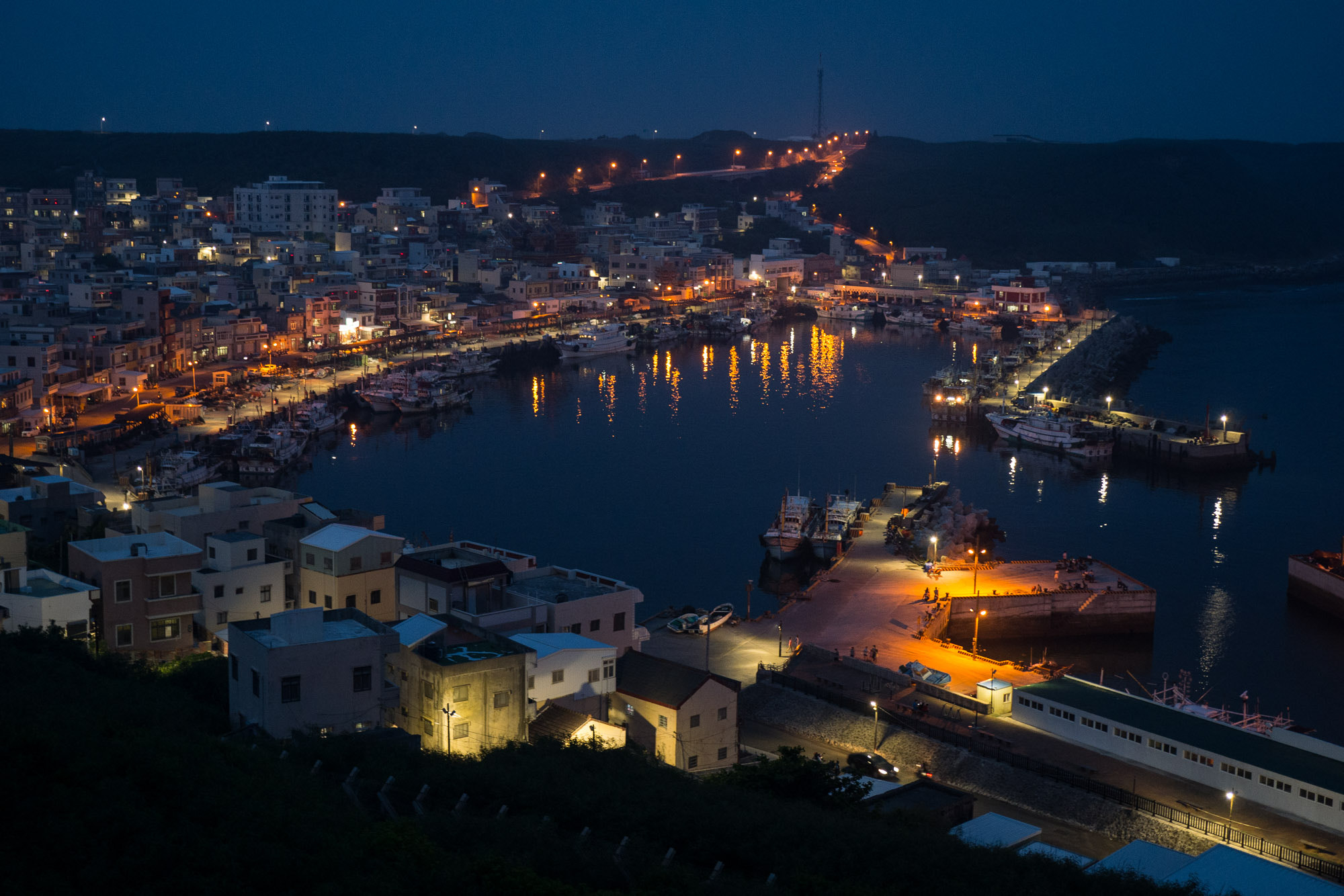
Puerto de Waian

Los neerlandeses ocuparon las islas de 1622 a 1624 y Francia las ocupó en 1885, durante la guerra franco-china. Tras el final de la primera guerra sino-japonesa, las islas, junto con Formosa, pasaron a ser territorio del Imperio japonés, según lo acordado en el Tratado de Shimonoseki de 1895. La soberanía pasó a la República de China en 1945, tras la derrota japonesa en la Segunda Guerra Mundial. En el Tratado de San Francisco puesto en vigencia el 28 de abril de 1952, Japón renunció formalmente de manera definitiva a la soberanía sobre Taiwán y las islas Pescadores.

## Territorio

División administrativa del archipiélago.

Las islas tienen una extensión de unos 127 km² y están situadas a unos 50 km de distancia de la isla de Taiwán, de la que dependen administrativamente. Forman en su conjunto el condado (縣 xiàn) de Penghu en la organización territorial de la República de China. A su vez se encuentra dividido en 1 ciudad-condado (縣轄市 xiànxiáshì) y 5 villas (鄉 xiāng)